# Powerillusi
I Powerillusi sono un gruppo musicale rock demenziale di Torino, formatosi nel 1987.

## Storia

### Gli esordi
I Powerillusi sono conosciuti come gruppo di rock demenziale anche se definiscono il loro stile più vicino al "cabarock". La band è stata fondata a Torino nel 1987 da Vince Ricotta, chitarrista e cantautore che aveva pubblicato un LP l'anno precedente, e dal bassista Vito Vita, autori di tutto il repertorio futuro del gruppo. Completa la formazione originale il batterista Filippo Provenzano. L'obiettivo del loro fare musica è evidenziato dallo slogan da loro coniato "Meglio un miliardo di idee senza una lira, che un miliardo di lire senza un'idea".; da questo slogan trae origine il nome del gruppo.

I Powerillusi nel 1987

I tre iniziano in pochi mesi l'attività concertistica e nel 1988 pubblicano il loro primo 45 giri, intitolato appunto Il nostro primo 45 giri, con sul lato B una cover solo voci di una celebre canzone dei Beatles, Let It Be, che diventa Lato B. In seguito alla pubblicazione del disco, il gruppo appare per la prima volta in televisione, a Jeans 2, condotto da Fabio Fazio e Simonetta Zauli, su Raitre. Sempre nel 1988 vengono scelti per rappresentare la città di Torino alla seconda "Biennale delle arti giovanili e dello spettacolo" che si tiene a Bologna; nella compilation che viene pubblicata l'anno successivo (a cura della Attack Punk Records, l'etichetta di Jumpy Velena) sono presenti con La nostra "song" in inglese.
Nel 1989 incidono in un 45 giri una canzone antimilitarista di Enzo Jannacci, Il monumento. Diventano poi un quartetto con l'arrivo di Alberto Albertin, chitarrista e sassofonista di Ivrea (anche lui obiettore di coscienza come gli altri componenti).

### Gli anni novanta e la vittoria al Festival di Sanscemo
Nel 1990 il gruppo si esibisce al Remake di Lascia o raddoppia? su Raiuno, presentato da Giancarlo Magalli e Bruno Gambarotta, cantando a cappella Lato B.
Il 1990 è anche l'anno del primo Festival di Sanscemo, vinto da Marco Carena; i Powerillusi partecipano con Quella del papà, che viene inserita nella compilation pubblicata dalla Polygram con le migliori canzoni del festival. Pochi mesi dopo, Provenzano lascia il gruppo. In luglio vengono chiamati per cinque giorni come orchestra fissa della rassegna Riso in Italy, che si tiene al Teatro Spazio Zero di Roma, e lavorano insieme alle Sorelle Bandiera.
La formazione acustica a tre (Ricotta, Vita e Albertin) è quella che vince nel 1991 il secondo Festival di Sanscemo (a pari merito con i torinesi Camaleunti) con la canzone Il bambino povero. Subito dopo si aggiunge il nuovo batterista Enrico Torretta e riprendono gli spettacoli dal vivo, centinaia in tutta Italia: da ricordare l'esibizione alla festa del giornale Cuore insieme ai Timoria, ai Gang e ai Lino e i Mistoterital.
Nel 1992 partecipano come ospiti al festival di Sanscemo e premiano il vincitore Dario Vergassola. Sempre nel 1992, un altro gruppo chiamato "Powerillusi" partecipa, con la canzone Cuore di gelataio, al Cantamare '92 (trasmesso su Raidue), ma non si tratta dei Powerillusi di Torino. Di lì a poco questo gruppo modificherà il suo in ChaoMama, e poi in CiaoMamas.

I Powerillusi nel 1993

Il 1993 è l'anno del primo album, Omonimo, contenente oltre a Il bambino povero e Quella del papà altre canzoni già presentate dal vivo con successo come Non siamo mica musicisti, Quella della radio e Il superpezzo. Il titolo del disco, "Omonimo", nasce dall'idea di far sì che ogni volta che venga trasmessa una canzone per radio, lo speaker possa annunciarla come "tratta dal disco Omonimo" in maniera tale che l'ascoltatore meno informato possa pensare che i Powerillusi abbiano inciso 14 dischi (le tracce dell'album). Sempre nel 1993 tornano ospiti al festival di Sanscemo, vinto da Tony Tammaro.
Nel 1995 presentano lo spettacolo "I Beatles siamo noi", legato alla loro passione beatlesiana, in cui hanno occasione di presentare le versioni originali di alcune canzoni che loro sostengono essere state rubate dai quattro ragazzi di Liverpool, come Muuu (Girl) o Lavami tu (Love me do). Sempre nel 1995 i Powerillusi compaiono (insieme a Patty Pravo, Claudio Villa e Gianni Morandi fra gli altri) nella compilation Gli italiani cantano i Beatles con Lato B (definito da Alessandro Rosa su La Stampa il brano più spassoso dell'album), prodotta dal giornalista Vincenzo Mollica. Nel 1996 viene pubblicato il secondo cd, Qualcuno ci spieghi il jazz; nel corso del tour promozionale hanno l'occasione di esibirsi con Alberto Camerini.
Nel 1999 la loro versione di Let It Be (Lato B) viene pubblicata in Inghilterra, nella compilation Exotic Beatles III pubblicata dalla Exotica Records, preceduta da un'introduzione parlata di Paul McCartney. Nel 2000 posano nudi per il calendario pubblicato sul sito Virgelio di Elio e le Storie Tese; sempre lo stesso anno, Pippo Baudo canta, durante la sua trasmissione Giorno dopo giorno, un pezzo dell'hit Il bambino povero. Sempre nel 2000 cantano le sigle (diverse ad ogni puntata) del programma di Canale 5 "Link", a cura di Mimmo Lombezzi.

### Gli anni duemila
Nel 2001 pubblicano il mini cd Complimenti per il singolo, con due inediti: Complimenti per il sito e Io mi quoto in borsa (eseguite come ospiti a Sanscemo 2001 e 2002). Con l'abbandono del batterista Enrico Torretta diradano l'attività live, e si avvalgono di alcuni amici come session men nei concerti più impegnativi.
Pubblicano poi l'album Il nostro primo 45 giri ed altre rarità che raccoglie canzoni uscite su singolo più alcune registrazioni alternative di brani noti. Nel 2007 il periodico musicale XL del quotidiano La Repubblica li inserisce tra i gruppi fondamentali del rock demenziale italiano, accomunandoli agli Skiantos, Elio e le Storie Tese, gli Squallor, i Camaleunti e Latte & i Suoi Derivati. Sempre nel 2007 festeggiano i 20 anni di attività riprendendo l'attività live con l'aiuto del chitarrista Stefano Fornasero e del batterista Maurizio Cerutti (che purtroppo mancherà nel 2011 dopo un periodo di malattia).
Nel 2011 entra nel gruppo il nuovo batterista Igor Cavallari ed effettuano alcuni spettacoli con la cabarettista Cristiana Maffucci.
Nel 2012, in occasione del venticinquesimo anno di attività, il gruppo presenta dal vivo un nuovo spettacolo in cui ripercorre la sua storia musicale e discografica con l'aiuto di video con alcune apparizioni televisive, e che viene presentato anche in Sicilia a Niscemi due anni dopo.
Nel 2013 pubblicano il singolo Buon buon buon Natale/Non ho più niente (ma sono felice).
Il 16 aprile 2014 sono tra gli ospiti di We Love Freak, un concerto in onore di Roberto "Freak" Antoni, scomparso il 12 febbraio 2014; cantano Non Sopporto il Capodanno accompagnati dagli Skiantos e condividono il palco con Eugenio Finardi, Luca Carboni, Claudio Lolli e molti altri grandi artisti della musica leggera italiana.
Il primo maggio 2015 partecipano come ospiti (insieme ai Mirafiori Kidz) alla rassegna "Wanted Primo Maggio", organizzata ogni anno da Giulio Tedeschi, e nello stesso anno, il 21 ottobre, pubblicano il nuovo album Il ritorno dei Powerillusi; nello stesso anno Igor Cavallari si trasferisce nei Paesi Bassi ed è quindi costretto ad abbandonare il gruppo.
Nel 2016 presentano con Marco Carena lo spettacolo Storia della canzone umoristica, Volume I, in cui vengono interpretate alcune canzoni umoristiche e demenziali del passato di autori come Renato Carosone, Fred Buscaglione, Clem Sacco, Enzo Jannacci, Giorgio Gaber, Ugolino, gli Skiantos e altri. Tra il 2015 e il 2016 i batteristi Gianni Romagnolo e Roberta Tracchini suonano nei concerti live del gruppo.
Nel 2017 entra nei Powerillusi Paolo Rigotto, proveniente dalla Banda Elastica Pellizza, e in estate il gruppo pubblica il singolo inedito Olio di palma, anticipazione dell'album "Powerillusi & Friends" del 2018, un doppio CD che celebra i 30 anni (più uno) di attività e che contiene 31 brani cantati, suonati ed arrangiati in prevalenza da altri artisti, fra questi: Skiantos, Pino D'Angiò, Johnson Righeira, Omar Pedrini, Gerry dei Brutos, Marco Bonino, gli Avvoltoi, Giangilberto Monti, Marco Carena, Paco D'Alcatraz, Mao, Fabio KoRyu Calabrò, Valerio Liboni, i Truzzi Broders e molti altri ospiti; il brano Allah al bar, eseguito dai Powerillusi con Giangilberto Monti, pochi mesi prima era stato proposto per il Festival di Sanremo 2018 ma venne scartato dalla commissione artistica presieduta da Claudio Baglioni.
Sempre nel 2018 ritorna in formazione Alberto Albertin; a novembre 2023 il quartetto pubblica il singolo L'ha detto internet, seguito a febbraio 2025 da Semplicemente lì, e in luglio da Estate in sottoscala: i tre brani anticipano il nuovo album in uscita, Algoritmi moderni.

## Formazione

### Formazione attuale
- Vince Ricotta - voce, chitarra, armonica, kazoo (1987-presente)
- Vito Vita - voce, basso, contrabbasso (1987-presente)
- Paolo Rigotto - voce, batteria, tastiere (2017-presente)
- Alberto Albertin - sax, chitarra, armonica, voce (1989-2010, 2018-presente)

### Ex Componenti
- Igor Cavallari - batteria (2011-2015)
- Filippo Provenzano - batteria (1987-1990)
- Enrico Torretta - batteria (1991-1995)

### Collaboratori
- Roberta Tracchini - batteria (vari concerti nel 2016)
- Gianni Romagnolo - batteria (vari concerti nel 2015)
- Maurizio Cerutti - batteria (vari concerti nel 1998, 2007-2009)
- Stefano Fornasero - Chitarra Solista (vari concerti nel 1998, 2007-2009)
- Antonio Stizzoli - batteria (vari concerti 1995-1997)
- Mauro Ciancone - batteria (alcuni concerti fine anni '90)

## Discografia

### Album in studio

#### 33 giri
- 1993 - Omonimo (Toast Records, POW LP 1)

#### CD
- 1996 - Qualcuno ci spieghi il jazz (Vitaminic, POW)
- 2015 - Il ritorno dei Powerillusi (La Mica Musica, MM201510)
- 2018 - Powerillusi & Friends (Block Nota, BN 2CD 465)

### Raccolte
- 2003 - Il nostro primo 45 giri ed altre rarità (1988-1990) (Vitaminic)

### Singoli

#### 45 giri
- 1988 - Il nostro primo 45 giri/Lato B (Toast Records, POW-001)
- 1989 - Il monumento come Dario Drome e i Powerillusi (Pentagramma, POW 002)

#### CD singoli
- 2001 - Complimenti per il singolo (minicd con quattro brani)

#### Singoli digitali
- 2013 - Buon buon buon Natale/Non ho più niente (ma sono felice)
- 2017 - Olio di palma

### Partecipazioni
- 1989 - Biennale '88 - Giovani artisti dell'Europa mediterranea' (Totò alle prese coi dischi, TOTÒ 17/50), con il brano La nostra "song" in inglese (diversa registrazione rispetto a quella contenuta nell'album "Omonimo")
- 1990 - Sanscemo '90 - 1º Festival della Canzone Demenziale (Mercury Records, 846 609-1), con il brano Quella del papà (diversa registrazione rispetto a quella contenuta nell'album "Omonimo")
- 1991 - Sanscemo 91' - 2º Festival della Canzone Demenziale Italiana) (Mercury Records, 848 738-2), con il brano Il bambino povero (diversa registrazione, acustica, rispetto a quella contenuta nell'album "Omonimo")
- 1994 - Festival di Sanscemo 1994, ospiti con il brano Mailov
- 1995 - Gli Italiani cantano i Beatles (Mercury Records, 526 765-4), con il brano Lato B (stessa versione del 45 giri)
- 1999 - The Exotic Beatles - Part Three (Exotica Records, PELÉ 14CD), con il brano Lato B (stessa versione del 45 giri) cd pubblicato solo nel Regno Unito
- 2001 - 8º Festival della Canzone Demenziale - Sanscemo 2001 is back! (Duck Record, GRCD 6329), con il brano Complimenti per il sito (diverso missaggio)
- 2002 - Sanscemo 2002 con il brano Io mi quoto in borsa